# Stagetus andalusiacus andalusiacus
Stagetus andalusiacus andalusiacus é uma subespécie de insetos coleópteros polífagos pertencente à família Anobiidae.
A autoridade científica da subespécie é Aube, tendo sido descrita no ano de 1861.
Trata-se de uma subespécie presente no território português.